# کیاواه آیلند (کارولینای جنوبی)
کیاواه آیلند(به انگلیسی: Kiawah Island) شهری در ایالت کارولینای جنوبی کشور ایالات متحده آمریکا است که جمعیت آن در سرشماری سال ۲۰۱۰ میلادی، ۱٬۶۲۶ نفر بوده‌است.